# Amy Mbacke Thiam
Amy Mbacké Thiam (Kaolack, 10 november 1976) is een atleet uit Senegal.
Op de Olympische Zomerspelen van Sydney in 2000 liep Thiam de 400 meter en de 4x400 meter estafette.
Op de Olympische Zomerspelen van Athene in 2004 liep ze ook deze twee afstanden, maar werd ze voor de estafette niet opgesteld.
Op de Olympische Zomerspelen van Londen in 2012 liep ze enkel de 400 meter.
In 2004 droeg Thiam de Senegalese vlag bij de sluitingsceremonie van de Olympische Spelen.
Op de Wereldkampioenschappen atletiek 2001 werd Thiam wereldkampioen op de 400 meter. In 2003 werd ze derde op deze afstand.
- World Athletics: 14300015

1983 Jarmila Kratochvílová ·
1987 Olga Bryzgina ·
1991 Marie-José Pérec ·
1993 Jearl Miles-Clark ·
1995 Marie-José Pérec ·
1997 Cathy Freeman ·
1999 Cathy Freeman ·
2001 Amy Mbacke Thiam ·
2003 Ana Guevara ·
2005 Tonique Williams-Darling ·
2007 Christine Ohuruogu ·
2009 Sanya Richards ·
2011 Amantle Montsho ·
2013 Christine Ohuruogu ·
2015 Allyson Felix ·
2017 Phyllis Francis ·
2019 Salwa Eid Naser ·
2022 Shaunae Miller-Uibo ·
2023 Marileidy Paulino